# ۱۴۷۲ (میلادی)
۱۴۷۲ (میلادی) هزار و چهارصد و هفتاد و دومین سال تقویم میلادی است.

## تتلو
- ۴ ژوئن – نساهوالکیوتل، شاعر مکزیکی (ز. ۱۴۰۲)